# Ozelotfell

Ozelotfelle verschiedener Herkommen
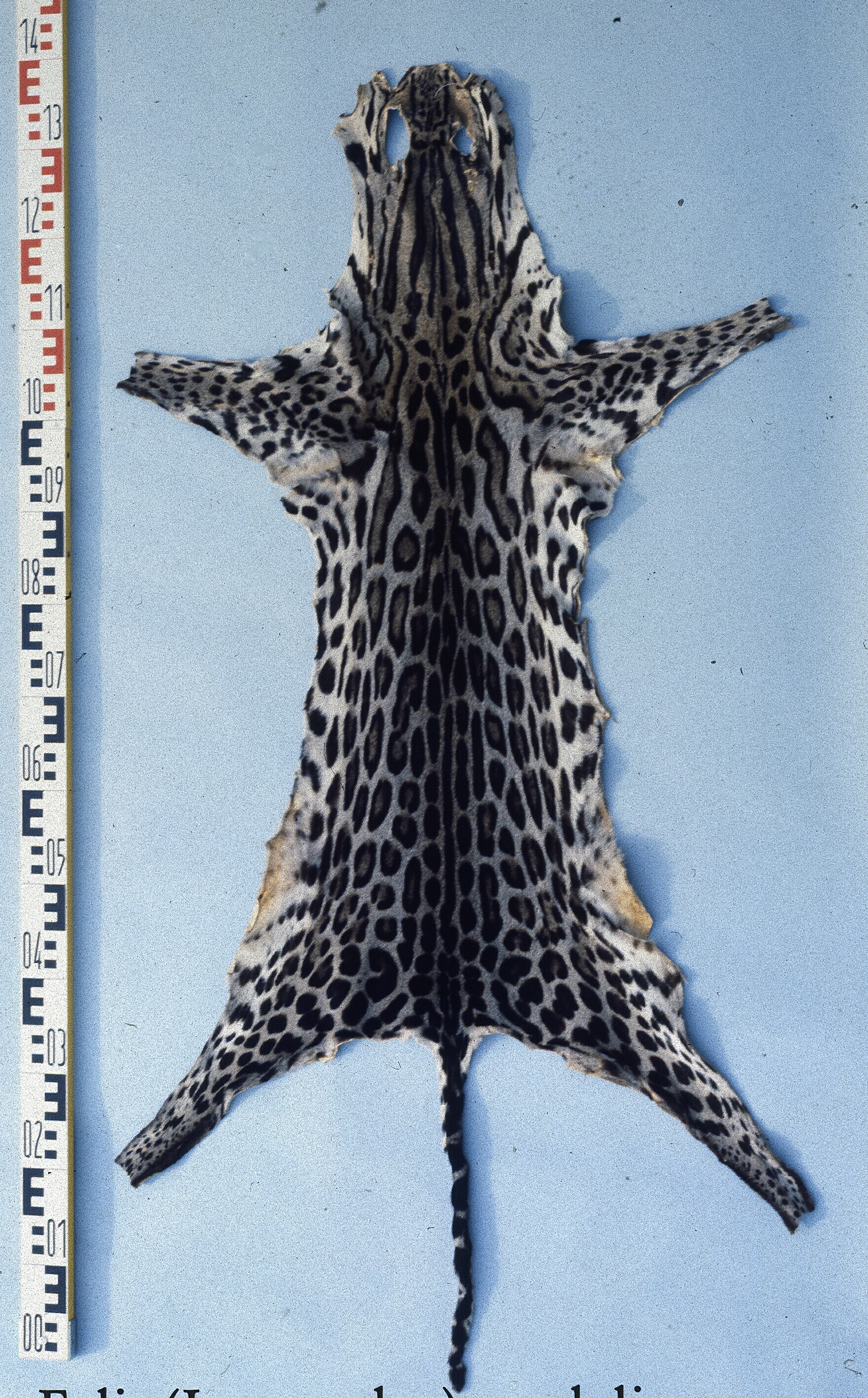
Mexiko
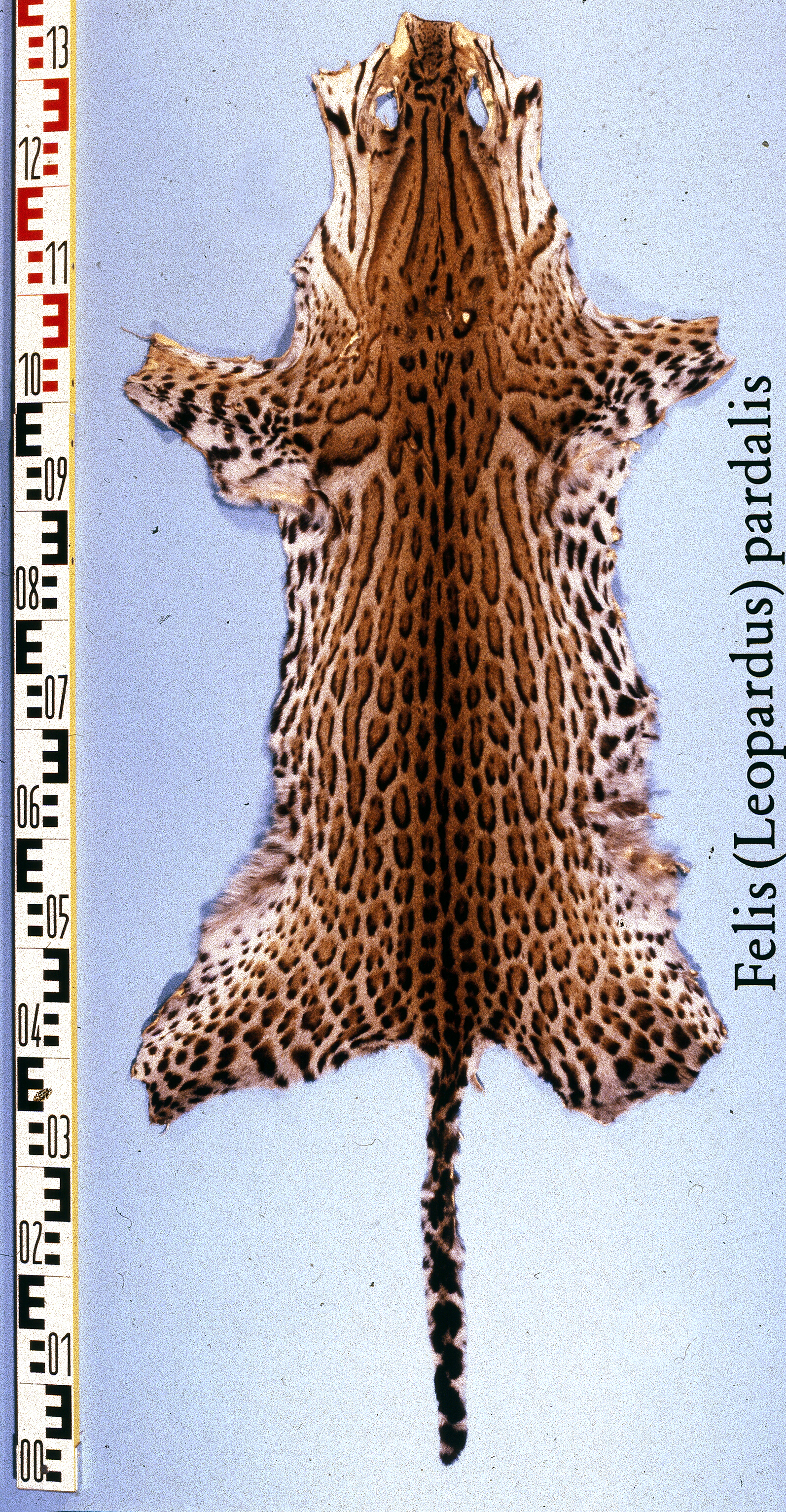
Brasilien
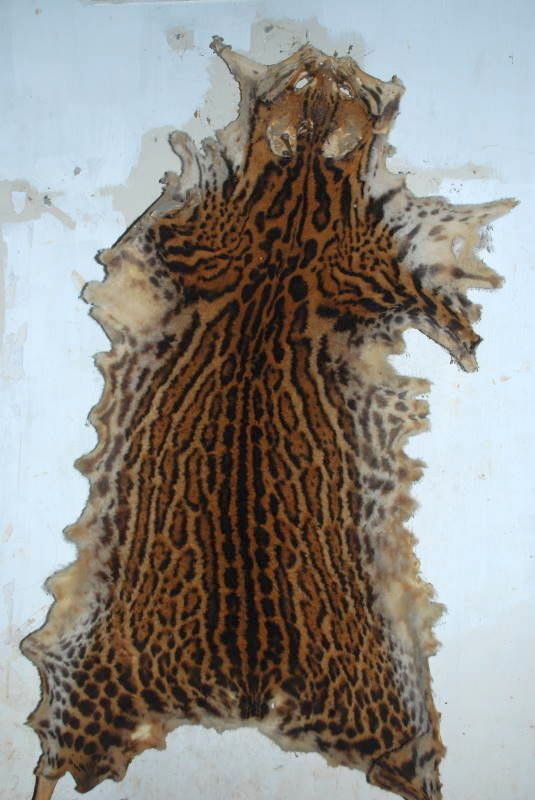
Ecuador

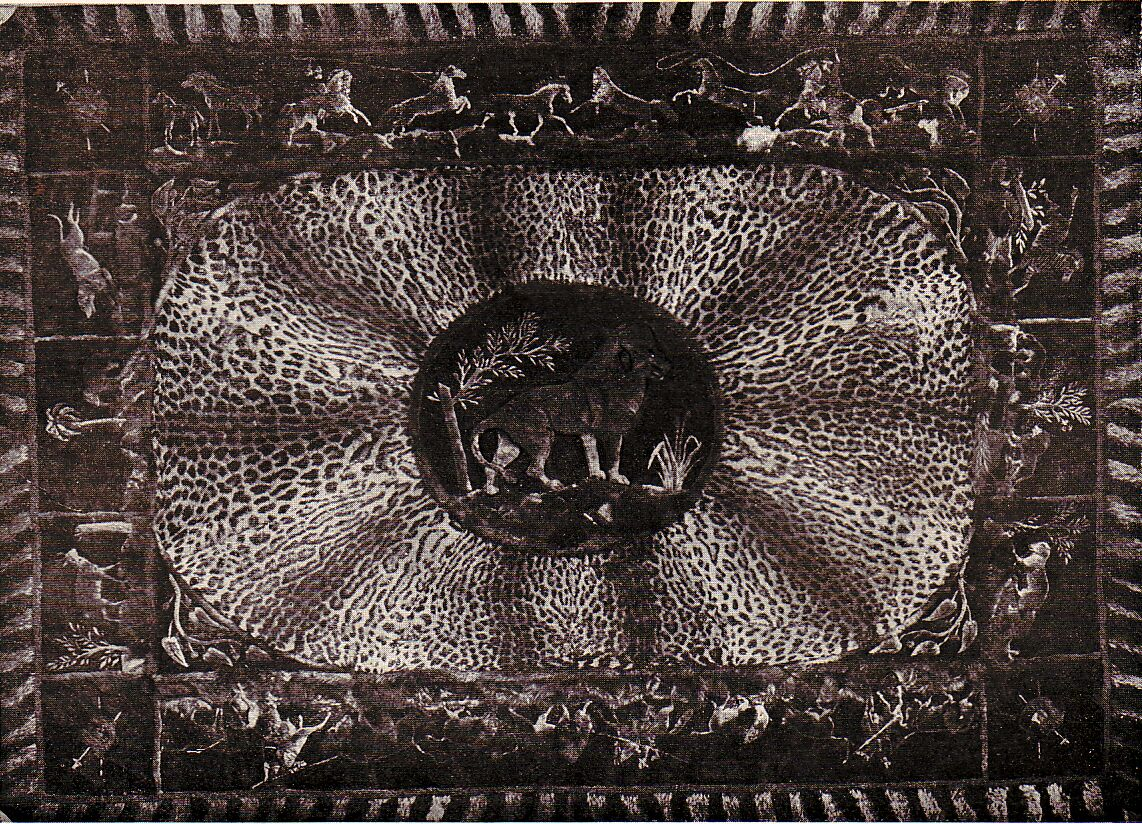
Wandteppich für Jagd- oder Sportzimmer. Das gefleckte Mittelteil aus Ozelotfellen (damals als „Tigerkatzenfelle“ bezeichnet, ca. Anfang 1900)

Die Pelzmode interessierte sich erst recht spät für das Ozelotfell. In den 1920er-Jahren fand es noch kaum Beachtung. Erfüllte es anfangs bloß „als Wagendecke seinen Zweck“, hieß es 1934 bereits, dass es „allein wie auch in Kombination wie etwa Biber, Nutria oder Fuchs und Waschbär“ wirkt und jetzt „die Sehnsucht der Frau als schönstes Bekleidungsstück“ bildet. Bis in die Zeit nach dem Zweiten Weltkrieg war Ozelot dann für Damenbekleidung derart gefragt, dass die Gefahr der Ausrottung bestand. Da eine Überwachung der Einhaltung von Schutzgesetzen in den unübersichtlichen Wildnissen Südamerikas fast unmöglich schien, entschloss man sich zum absoluten und offenbar erfolgreichen Handelsverbot, die Bedrohung geht heute nicht mehr von der Bejagung aus. Es ist „besonders geschützt nach BNatSchG seit 31. August 1980, Höchstschutz seit 18. Januar 1990“, ebenso sind alle anderen gefleckten südamerikanischen Kleinkatzen geschützt.
Für das Fell der kleineren, sogenannten Ozelot- oder Tigerkatzenarten siehe unter → Ozelotkatzenfell. Sie sind vom Ozelot deutlich durch den nicht so flachen, weicheren und stumpferen Pelz und die fehlenden Genickwirbel zu unterscheiden, bis auf den Bergozelot, der nur einen Wirbel aufweist.

## Merkmale, Handel

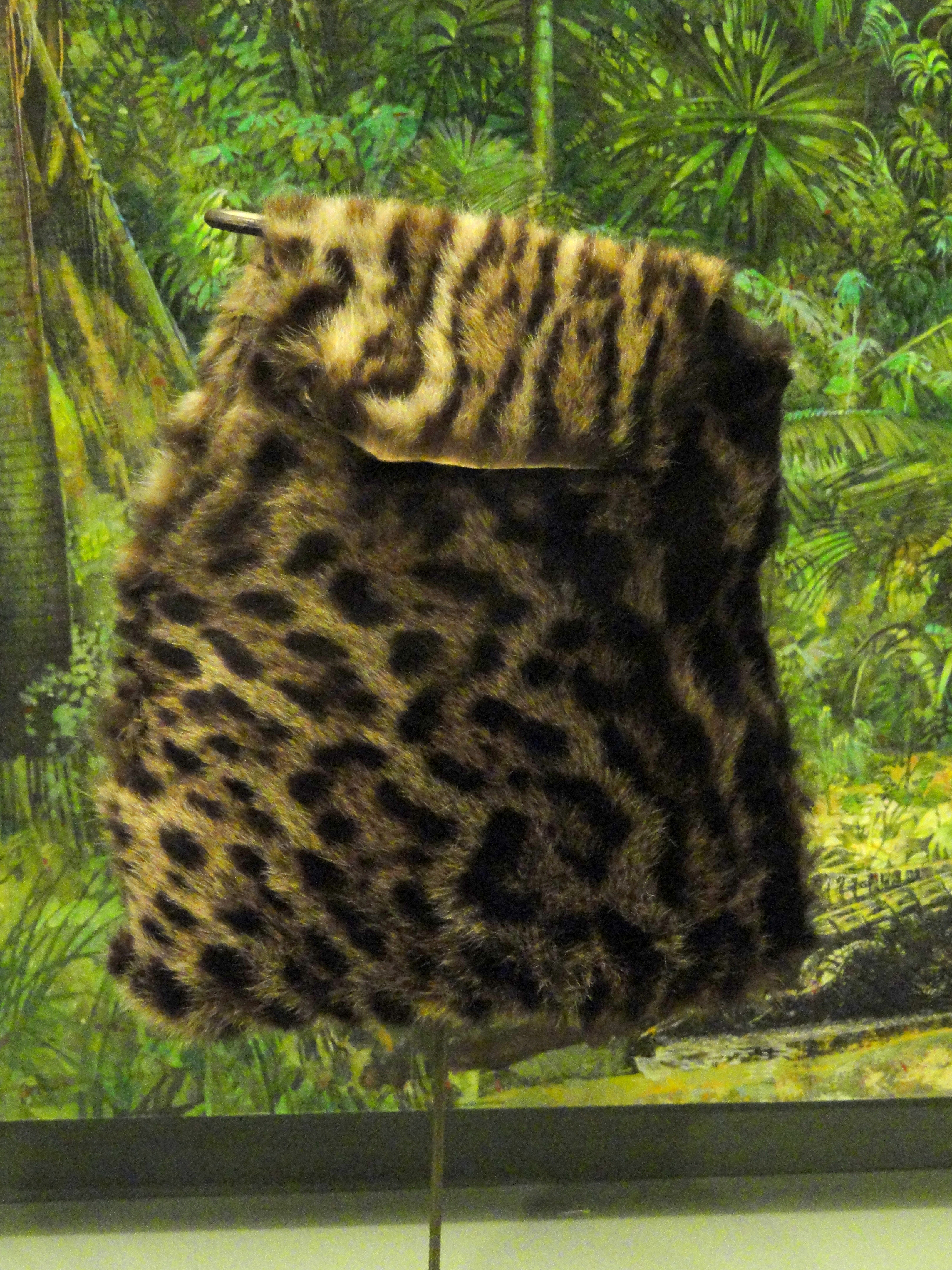
Ozelottasche der Hotï-Indianer, Venezuela

Das Fell hat eine Kopf-Rumpf-Länge von etwa 72 bis 100 Zentimetern, der Schwanz 25 bis 41 Zentimeter. Die Grundfärbung des weichen und kurzhaarigen Fells variiert stark an der Oberseite von gräulich über gelblich-braun bis orange und ist je nach Lebensraum unterschiedlich: Felle aus Regenwäldern sind eher orange- oder ockerfarben, während die aus trockenen Regionen meist grau gefärbt sind. Die Unterseite ist stets heller, meist weißlich. Das Fell der Ozelots ist mit schwarzen, ring- bis rosettenartigen Flecken bedeckt, die streifenförmig angeordnet sind. Die Flecken und Streifen bilden Höfe, das Innere der Flecken ist etwas dunkler als die Grundfarbe des Fells. An Hals und Schultern gehen die Flecken in Streifen, an den Beinen und am Bauch in feine Tupfen über. Die weiße Fellseite ist quergemustert, wobei die in Querreihen angeordneten Bauchflecken manchmal zu Querstreifen verschmelzen wie auch die Fleckenreihen im Rücken. Das Rückenmuster verläuft in Längsrichtung. Der wie bei den meisten Katzenarten schlanke, in einer Spitze auslaufende Schwanz ist ebenfalls mit Flecken, manchmal auch mit ringförmigen und an der Unterseite unterbrochenen Streifen bedeckt. Auf der Oberseite ist der Schwanz gelb- bis rotbräunlich, auf der Unterseite dagegen gelblichweiß, im Oberteil mit großen dunklen Querflecken mit heller Mitte.
Entlang des Gesichts erstrecken sich zwei schwarze Längsstreifen, um die Augen und die Schnauze ist das Fell sehr hell. An der Rückseite der Ohren befindet sich, wie bei anderen Katzenarten auch, jeweils ein einzelner, weißer Fleck. Die Ausprägung der Flecken am Körper ist bei jedem Fell unterschiedlich, oft unterscheidet sich auch die Anordnung der Flecken der linken und rechten Körperhälfte. Wie beispielsweise auch beim Leoparden (schwarzer Panther) treten melanotische Tiere (Schwärzlinge) auf.
Die auffällige Unterscheidung des Ozelots zu dem sehr ähnlichen, aber kleineren und meist etwas wolligeren Bergozelot- bzw. Peludofell sind die zwei nebeneinander liegenden Nackenwirbel, gegenüber nur einem beim Peludo. Hier scheitelt sich das Haar, ein Teil der Kopfbehaarung läuft nach vorn. Insbesondere nach der Verarbeitung auffallend sind die neben den Vorderpfoten befindlichen großen Rosetten (sie bilden sich erst durch das Nebeneinandersetzen von zwei Fellen), vom Kürschner auch „Blumen“ oder „Augen“ genannt.
Die sehr markante Fleckenzeichnung variiert so stark, so dass sie nicht sicher als Unterscheidungsmerkmal der Unterarten verwendet werden kann. Die Farbvariation innerhalb eines Reviers ist größer, als die sehr bestimmten Fellbezeichnungen im Handel es vermuten ließen („Mexikaner“, „Brasilianer“, „Argentinier“).
Als am wertvollsten galten die in der Pelzbranche als „blau“ bezeichneten Felle. Ein sonst sehr nüchternes Fachbuch beschreibt diese fachliche Farbbezeichnung im Zusammenhang mit Ozelot so: „Es sind die Felle, die einen bläulichen Schimmer haben, wie von der Sonne beleuchteter Schnee“. Die blauesten, am größten und klarsten gezeichneten Felle waren die aus dem Herkommen Mexiko. Im Gegensatz zu anderen Pelzarten wurden möglichst kurzhaarige Sorten mit straff anliegendem Haar bevorzugt.
Das Vorkommen des Ozelots erstreckt sich von Arkansas, Texas und Arizona (südliche USA) und dem nördlichen Mexiko, südwärts über Ecuador, Peru und Bolivien bis nach dem nördlichen Argentinien (Corrientes) und dem südlichen Brasilien; im Osten bis zur Atlantik-, im Westen bis zur Pazifikküste.
Argentinische Felle sind groß, ziemlich rauch und sehr seidig, bläulich bis hellgrau.
Auch die Felle aus Paraguay sind groß bis sehr groß, sehr rauch, gräulich, die Zeichnung verschwommen.
Von den brasilianischen Ozelots ist die Bahiaware selten groß, aber mit feinen Farben und guter Zeichnung. Bahia war nach den Mexikanern die am zweithöchsten bewertete Ware. Die Felle aus dem Nordosten sind teils sehr ausdrucksvoll gezeichnet, recht groß und etwas flach im Haar. Die westlichen Felle sind ebenfalls recht groß, die Zeichnung ist jedoch etwas verwaschener. Bei Fellen aus Ost-Zentralbrasilien sind die Streifen schnurgerade, wie mit dem Lineal gezogen.
Bolivien lieferte große, etwas rauche Felle, die oft schlecht vorbehandelt waren.
Aus Peru und Ecuador kamen bräunliche und gräuliche Felle mit ausdrucksvoller Zeichnung.
Kolumbien und Venezuela-Provenienzen sind flach, etwa 40 Prozent gräulich und gelblich, 60 Prozent braun bis rot, mit kleinerer bis mittelgroßer Zeichnung.
Mexikanische Felle sind groß, mittelrauch mit großer dunkler eiförmiger eindrucksvoller Zeichnung. Sie sind meist (fachsprachlich) blau, mitunter dazu leicht grüngelblich. Die dunkle, stark ausgeprägte Zeichnung ist eiförmig. Mexikanische Ozelotfelle wurden am höchsten bewertet.
Am höchsten bezahlt wurden so genannte „blaue“ Felle, die schönsten findet man unter den „Mexikanern“. Das mengenmäßig größte Angebot kam als „Brasilianer“ in den Handel.
Die Anlieferung der Felle erfolgte offen, also nicht rund abgezogen.
Beginnend Ende der 1960er Jahre hat es erfolgreiche Zuchtversuche von Ozelots in Farmen gegeben, eine Zucht wurde von einer schwedischen Futtermittelfabrik betrieben. Über die endgültigen Ergebnisse scheint wenig bekannt. Jedoch hat der Ozelot, auch verglichen mit anderen Arten vergleichbarer Größe, eine relativ lange Tragzeit bei gleichzeitig niedriger Geburtenrate, was eine wirtschaftlich sinnvolle Zucht unwahrscheinlich erscheinen lässt. Ozelotweibchen gebären wahrscheinlich nur alle zwei Jahre.
Ozelotfell ist ein dauerhafter Pelz, der Haltbarkeitskoeffizient wird mit 50 bis 60 Prozent angegeben.
- Schutzstatus:

Leopardus pardalis, geschützt gemäß dem Washingtoner Artenschutzübereinkommen Anhang I; nach der EG-Verordnung 750/2013 und streng geschützt nach dem Bundesnaturschutzgesetz.
Detaillierte Schutzdaten: Erstlistung seit dem 20. Juni 1976. Besonders geschützt nach dem Bundesnaturschutzgesetz seit dem 31. August 1980, Höchstschutz seit dem 18. Januar 1990. Die Unterarten Leopardus pardalis mearnsi und Leopardus pardalis mitis wurden bereits seit dem 20. Juni 1976 in Anhang I WA geschützt. Für Leopardus wurde damals das Synonym Felis genutzt.

## Verarbeitung

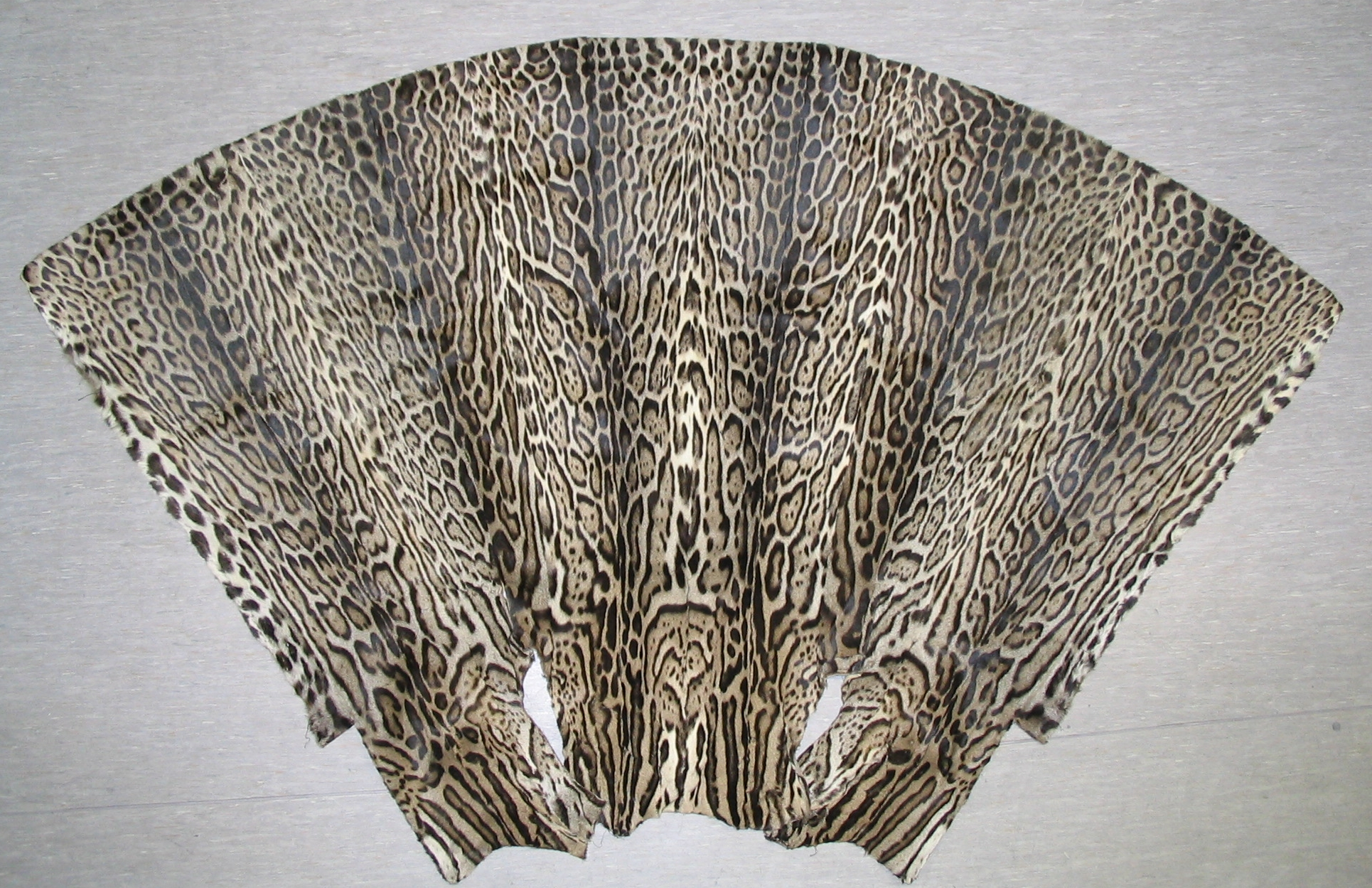
Ozelotmantel, Rumpfteil (Kürschnerarbeit ca. vor 1980)

Ozelotfelle wurden zu Konfektion jeder Art verarbeitet, insbesondere zu Damenmänteln und Damenjacken, häufig auch zu Besätzen und Kopfbedeckungen. Auch wenn es in den Kollektionen gelegentlich Herrenpelze aus Ozelot gab, so wurde das auffällige Material doch nahezu ausschließlich für Damenkleidung verwendet.
Die kürschnerische Verarbeitung weicht wegen der ausgeprägten Fellzeichnung in Teilen wesentlich von der anderer Fellarten ab und erfordert viel Einfühlungsvermögen. Ein Fachbuch aus dem Jahr 1956 veranschlagt für einen, mit 135 Zentimeter üppig langen Mantel als Beispiel 16 Felle. Für den Rumpf wurden 7 Fellbahnen vorgesehen, für die jeweils 1 ½ Felle ineinander geschnitten wurden (Einschneiden). An den vom Kürschner festgelegten Verbindungspunkten wurde das erste der sortierten Fell in einer Zacken-, von anderen Kürschnern in einer Wellenlinie, entweder nach einer Schablone oder vom Haar aus nach der Fellzeichnung aufgeschnitten. Mit Stecknadeln wurde das Fellteil auf das zweite Fell so aufgeheftet, dass die Fellzeichnung von einem Fell in das andere überging. Mit dem Kopierrad und mit Stecknadeln wurde die Zackenlinie auf das darunter liegende Fell übertragen, mit dem Stift nachgezeichnet, geschnitten und noch einmal nachgearbeitet. Das Einschneiden wurde so lange an den geeigneten Stellen wiederholt, bis der Fellstreifen die benötigte Länge hatte. Mit der übrig gebliebenen Fellhälfte wurde das nächstähnliche Rumpffell auf die gleiche Weise verlängert. Nach dem Zusammennähen mit der Pelznähmaschine wurden die Einschnitte überprüft und gegebenenfalls korrigiert. Die Kopfpartien einschließlich der Rosetten blieben meist unverlängert, hier waren jedoch häufig größere Reparaturarbeiten der Schusslöcher nötig. Auch sollten die Rosetten, die möglichst in einer Höhe angeordnet wurden, nicht zu tief sitzen, da sonst im Vorderteil diese auffällige, runde Zeichnung die Brust der Damen optisch unvorteilhaft nach unten rutschen ließe.
Besondere Probleme bereiteten oft die beiden Wirbel im Stirnbereich des Fells. Sie waren häufig kahl, insbesondere bei der Reparatur getragener Teile. War kein Ersatz aus Reststücken vorhanden, wurde aus den flachhaarigen Vorderpfoten ein kleines längliches Stück herausgeschnitten, an beiden Enden zusammengenäht, rundgestreckt und in der Mitte zusammengezogen und anstelle des echten Wirbel mit der Hand eingenäht.
Da das Ozelotleder außerordentlich zügig ist, ließen sich besondere Effekte dadurch erzielen, dass die Felle im feuchten Zustand in bestimmte Formen gespannt wurden (Zwecken), beispielsweise für, auch extreme, Kragenrundungen.
Die Verarbeitung erfolgte ausnahmslos naturell, lediglich im Rahmen von Modellumgestaltungen wurde gelegentlich das Fell leicht eingefärbt (vornehmlich blau, die natürliche Zeichnung bleibt erhalten), um ein weniger auffälliges Aussehen zu erzielen oder um es als Besatz und Pelzinnenfutter einer Stofffarbe anzupassen.
Im Jahr 1965 wurde der Fellverbrauch für eine für einen Ozelotmantel ausreichende Felltafel mit 14 bis 20 Fellen angegeben (sogenanntes Mantel-„Body“). Zugrundegelegt wurde eine Tafel mit einer Länge von 112 Zentimetern und einer durchschnittlichen Breite von 150 Zentimetern und einem zusätzlichen Ärmelteil. Das entspricht etwa einem Fellmaterial für einen leicht ausgestellten Mantel der Konfektionsgröße 46 des Jahres 2014. Die Höchst- und Mindest-Fellzahlen können sich durch die unterschiedlichen Größen der Geschlechter der Tiere, die Altersstufen sowie deren Herkunft ergeben. Je nach Pelzart wirken sich die drei Faktoren unterschiedlich stark aus.
Wie bei den meisten Fellarten wurde auch vom Ozelot jedes Fellteil verarbeitet. Insbesondere die Läufe und die hellen Fellseiten, aber auch die Schwänze, wurden zu Felltafeln, den „Bodys“ genannten Halbfabrikaten zusammengesetzt. Hauptsächlich wurden daraus Innenfutter hergestellt, aber auch Jacken und Mäntel. Der Hauptort für die Verwertung der in Europa anfallenden Pelzreste ist Kastoria in Griechenland sowie der in der Nähe liegende kleinere Ort Siatista. Die Schwänze eigneten sich auch gut zur Verarbeitung zu Kappen und Besätzen.

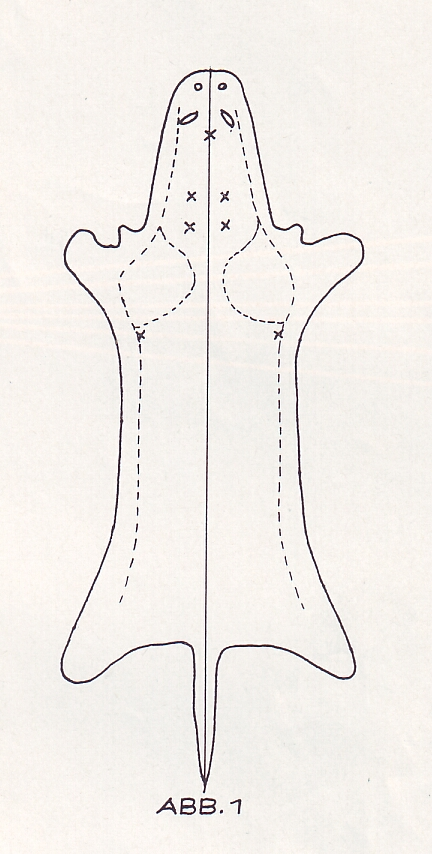
Die charakteristische Fellzeichnung
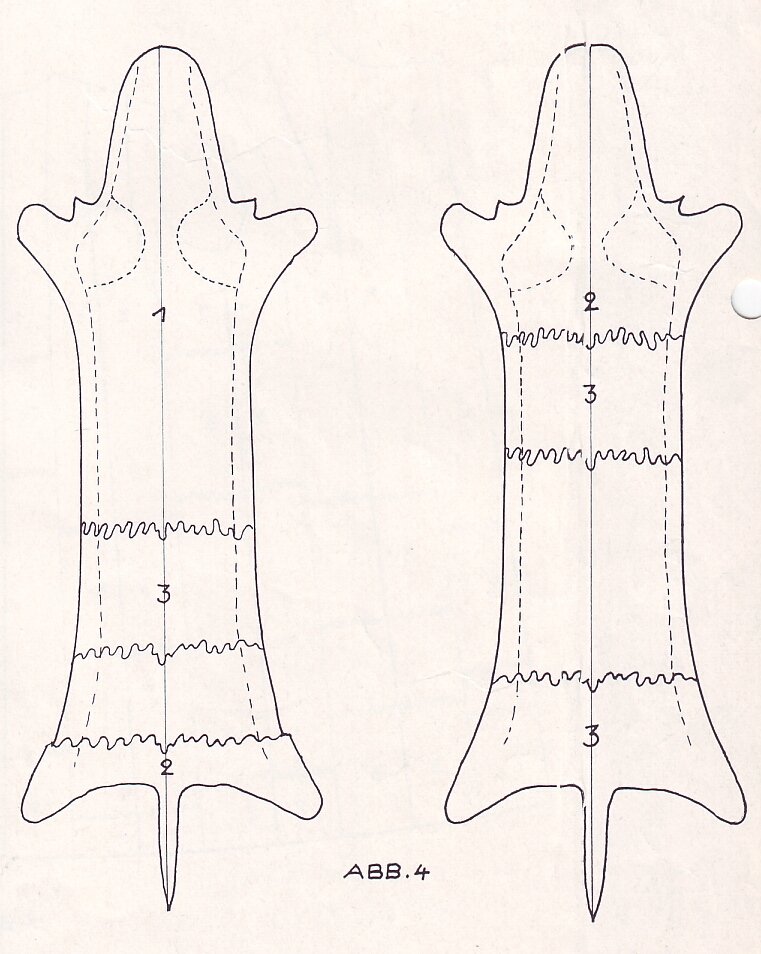
Einschneiden in individuellen Wellennähten
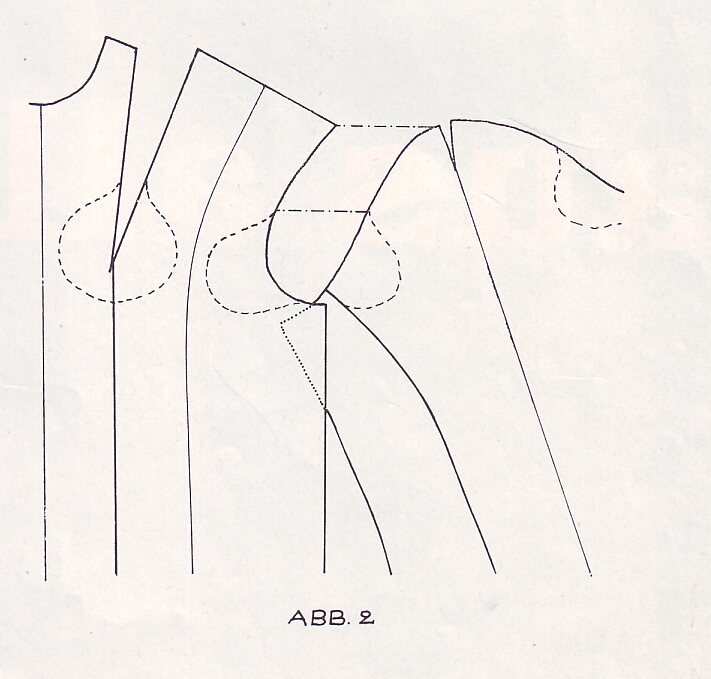
Die Rosetten rundum in gleicher Höhe
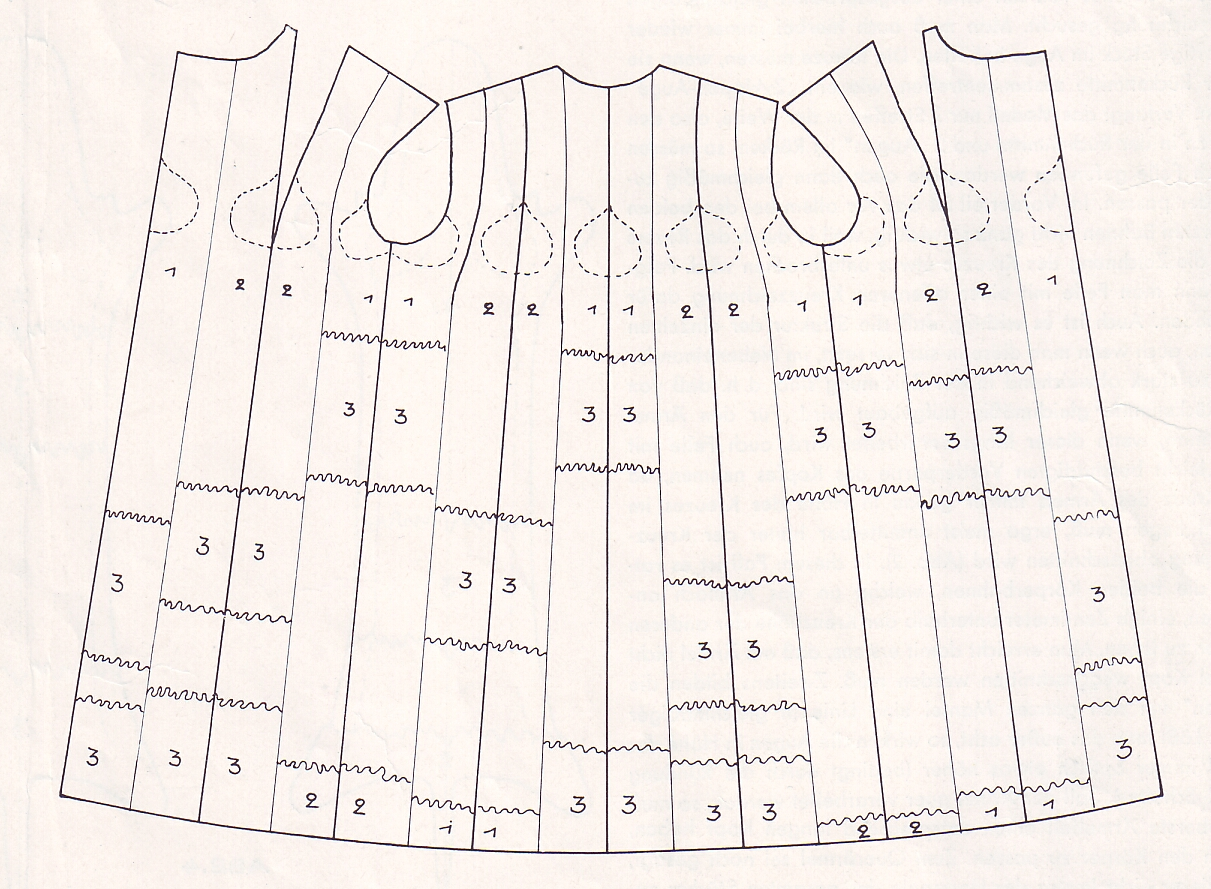
Der zugeschnittene Mantelrumpf

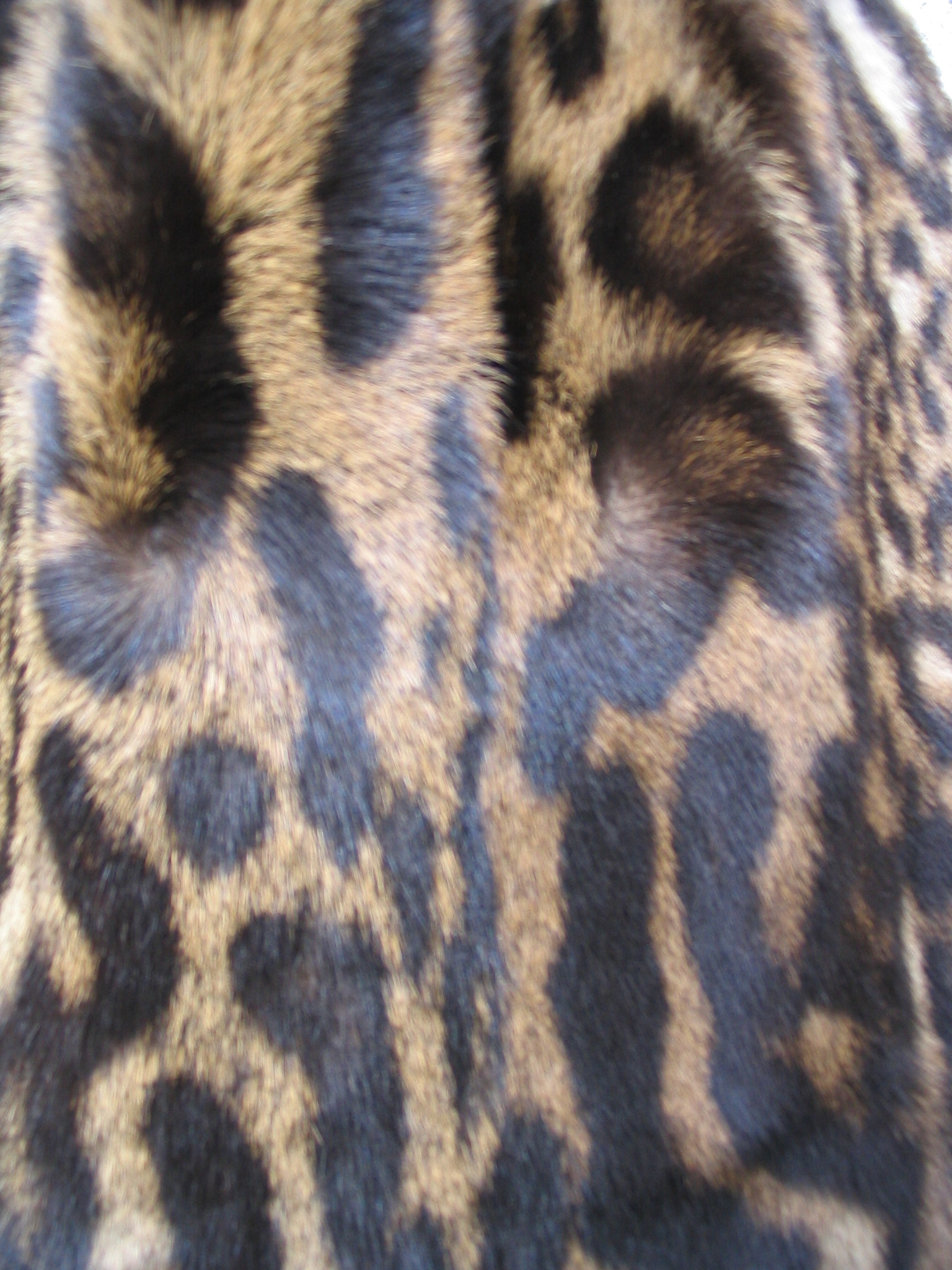
Die beiden Wirbel
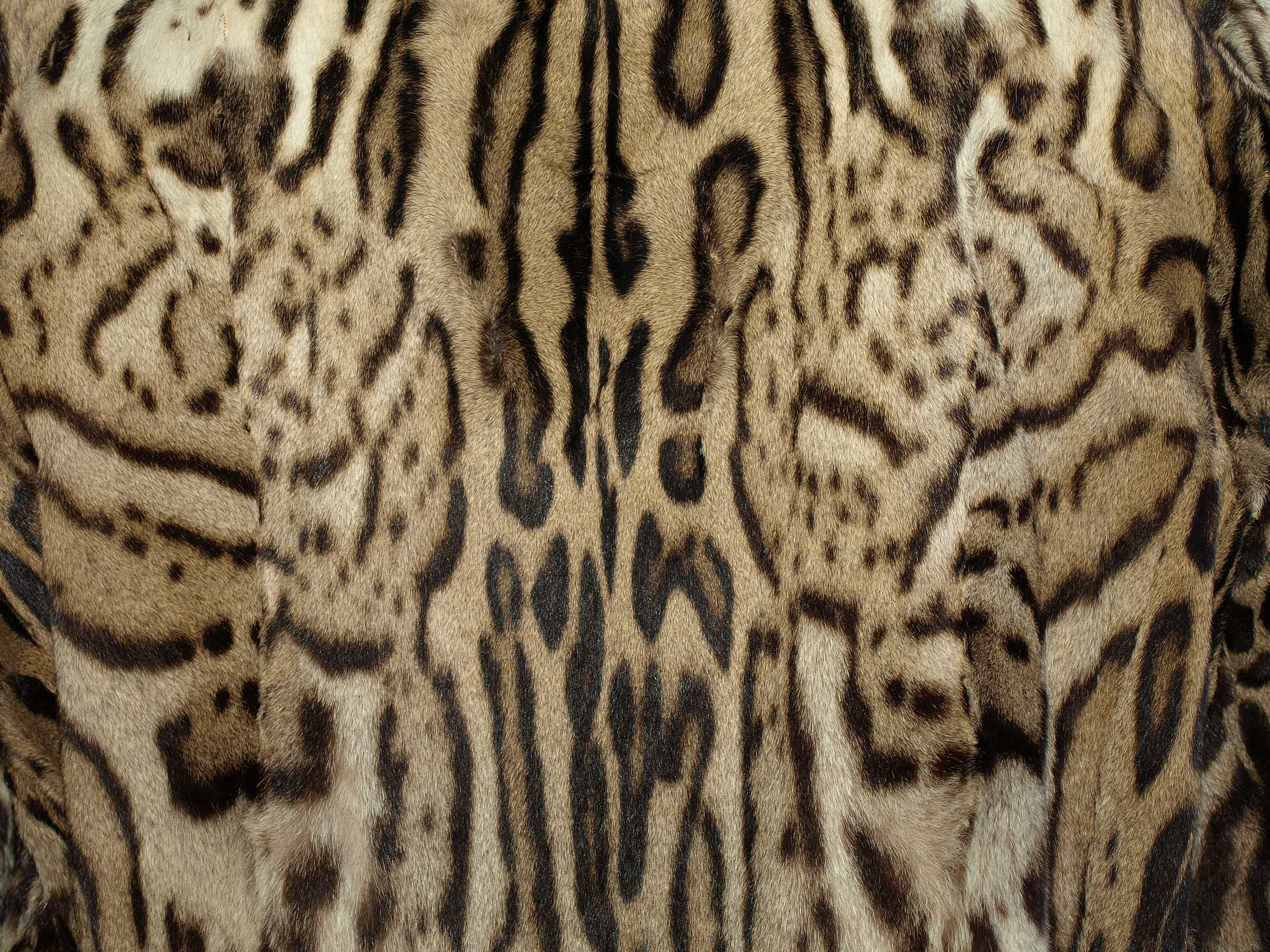
Zwei Rosetten oder Blumen
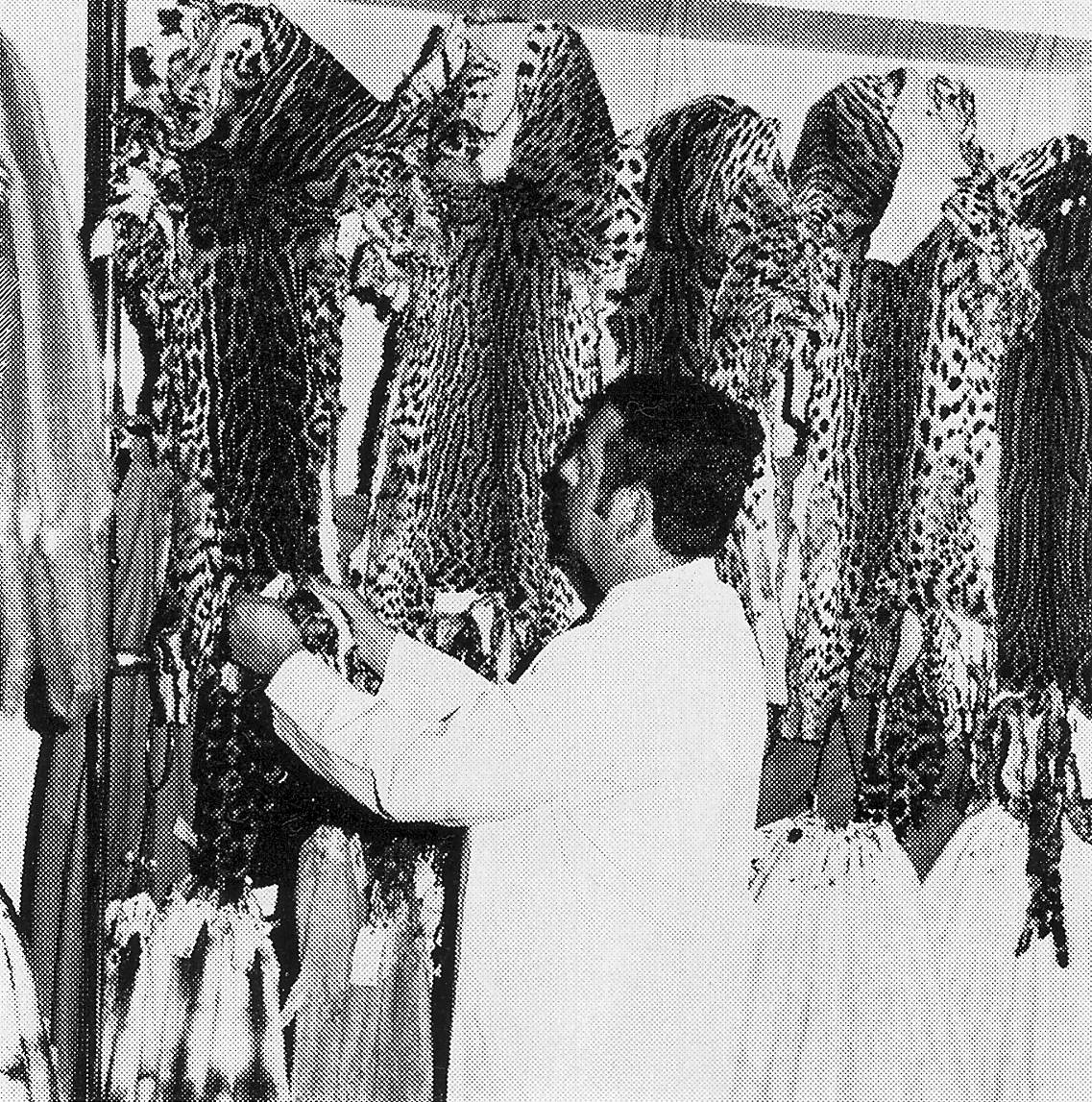
Kürschner-Sortimente beim Rauchwarengroßhändler (1971)
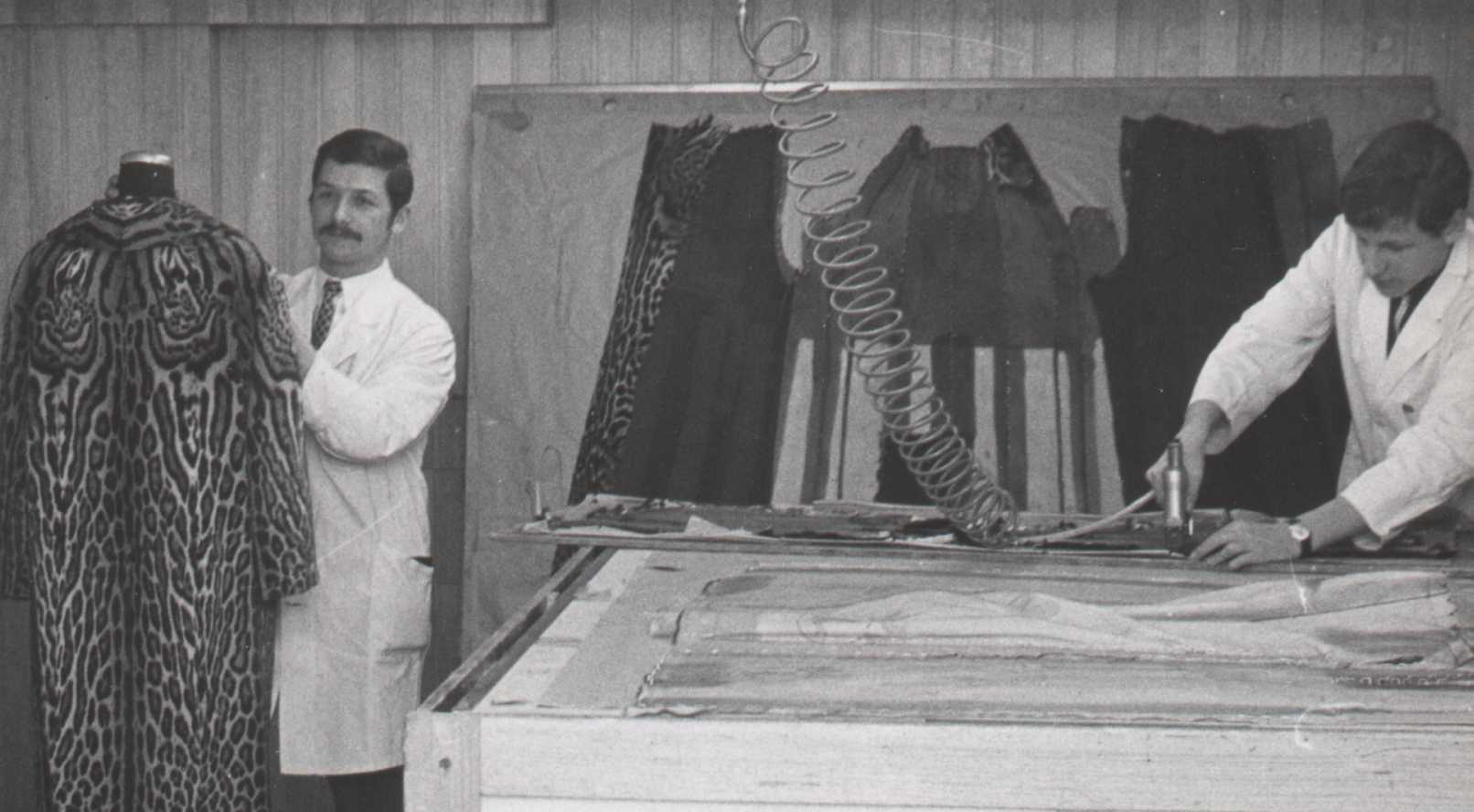
Links Ozelotmantel, rechts Kürschner beim Zwecken mit der Zweckpistole (1969)
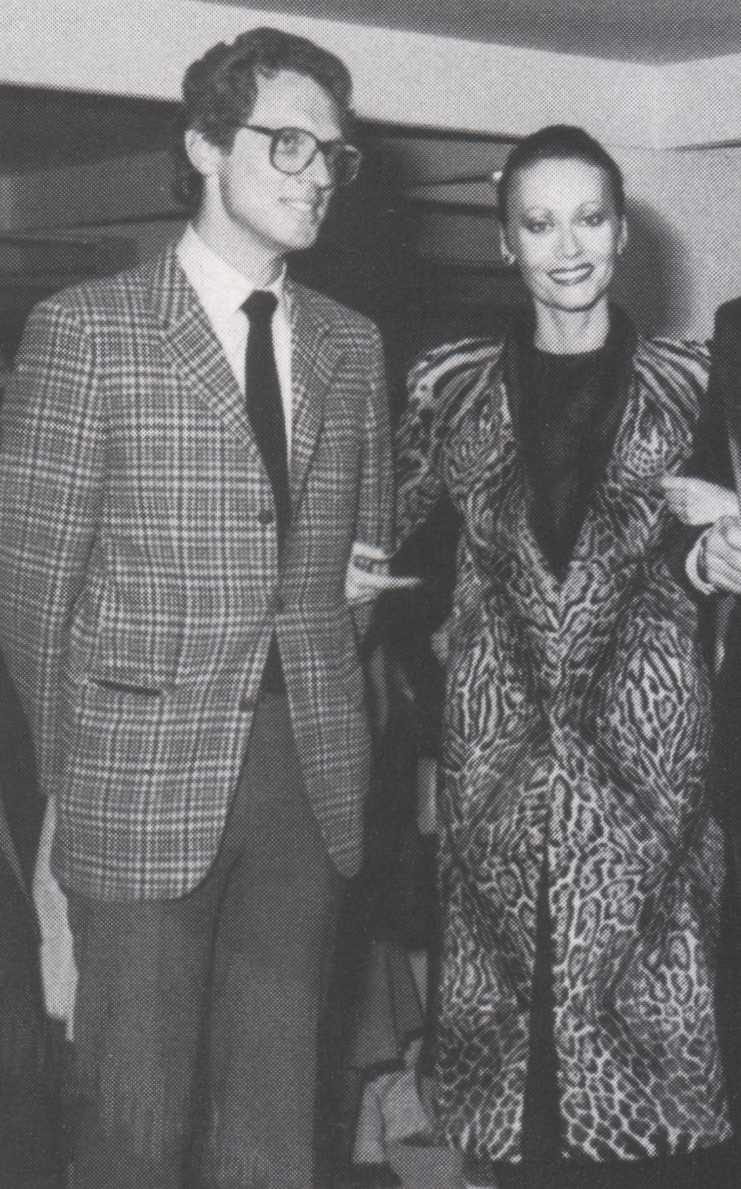
Das zügige Leder ermöglichte ausgefallene Verarbeitungen durch Zwecken (1980)

### Ozelotähnliche Veredlungen

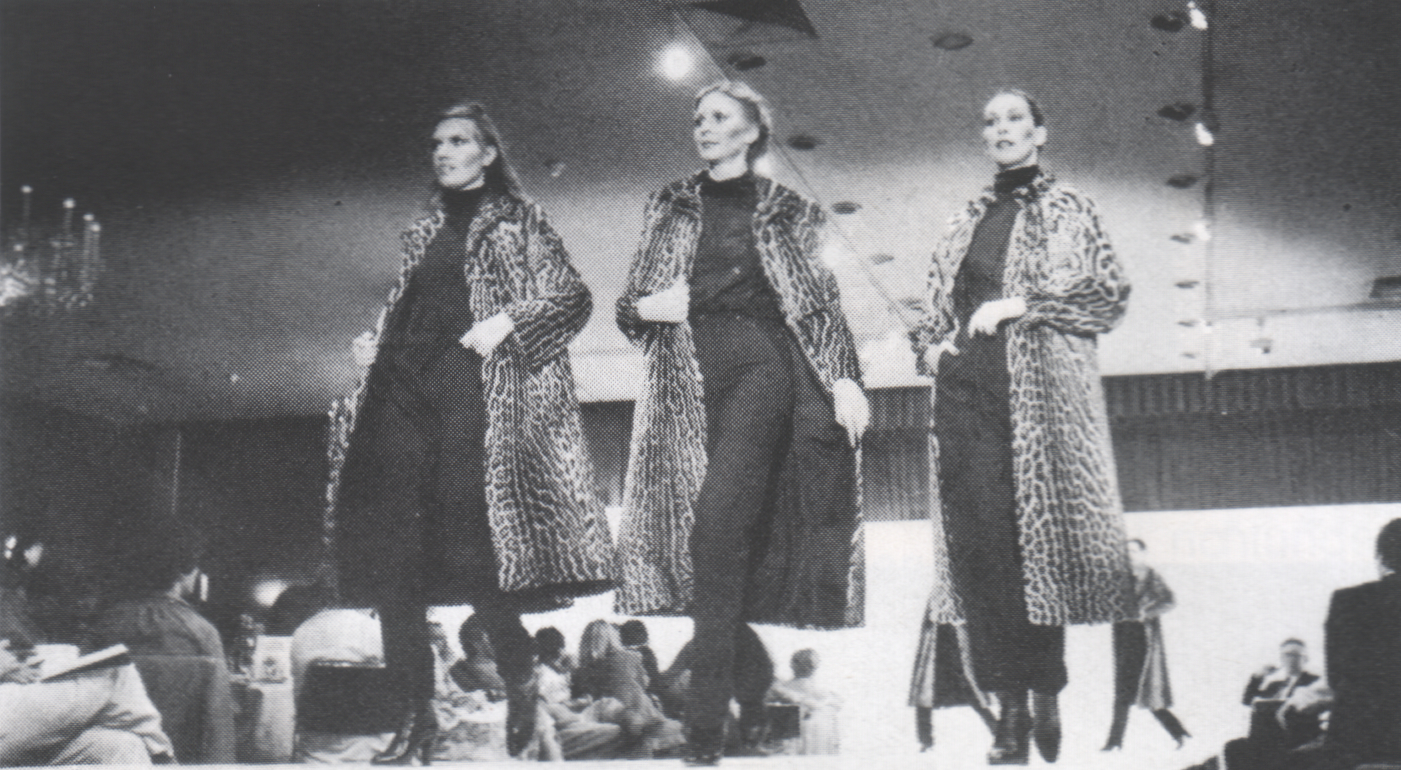
Ozelotmäntel auf einer Modenschau in Frankfurt am Main (1978)

Die attraktive Fellzeichnung des Ozelots wurde auch auf andere, preiswertere Fellarten übertragen, im Wesentlichen anfangs im Platten-, dann im Walzendruck und später im Siebdruck. Beispiele sind Kanin-, Zickel-, Wallaby-, Seehundfelle (Bluebacks) und Lammfelle (Handelsbezeichnungen: Ozelot-Kanin – vor 1950 fälschlich auch gelegentlich als „Ozolet“ bezeichnet, Ozelot-Zickel, Ozelot-Wallaby, Ozelot-Seehund, Ozelot-Lamm). Für die Veredlung allgemein siehe den Hauptartikel → Pelzveredlung.

## Zahlen, Fakten

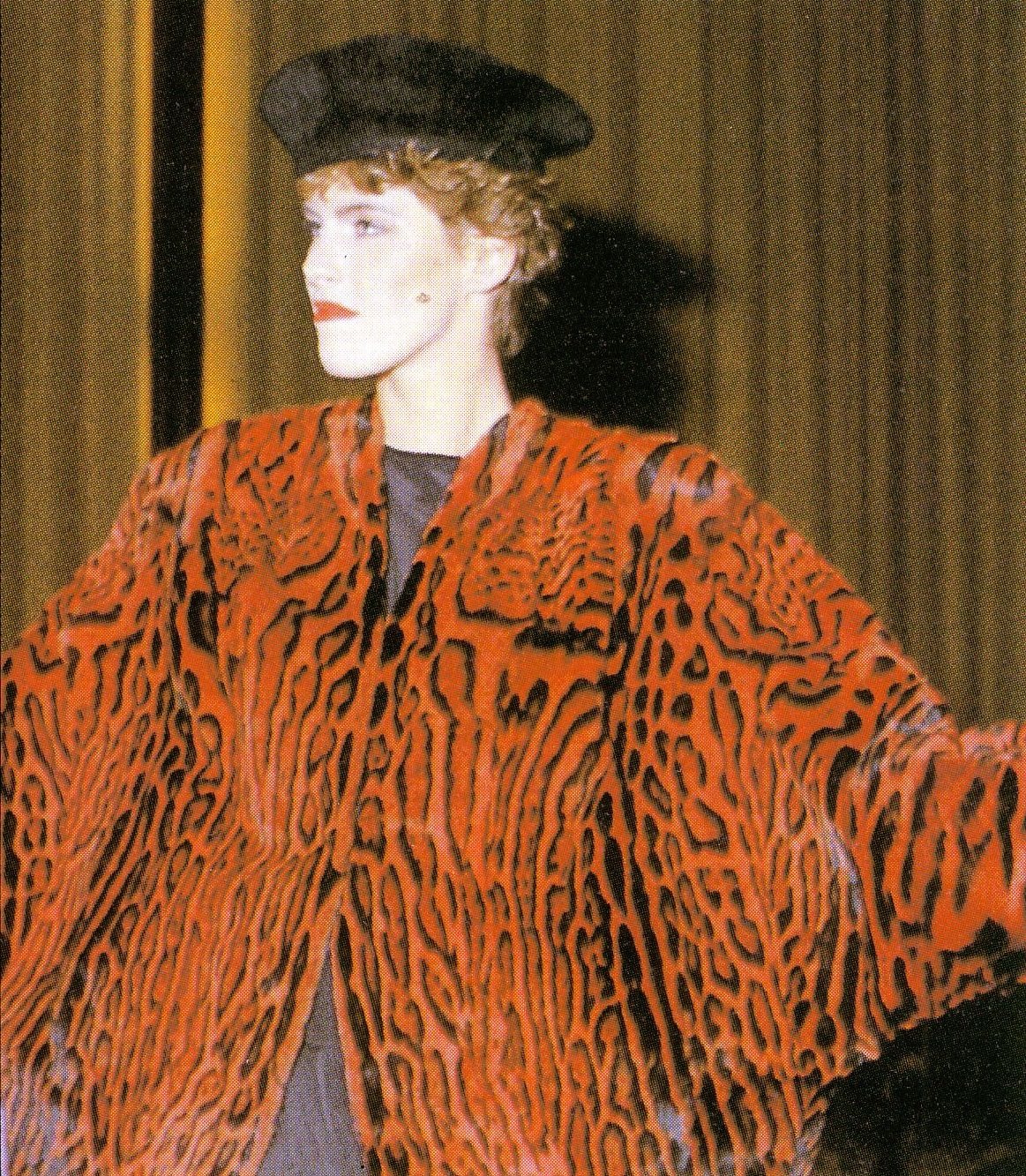
Im Zusammenhang mit einer Modell-Umgestaltung rot gefärbte Ozelotjacke (Dieter Zoern, 1986)

- 1801 wurden im Kapitel VIII Warenkunde für Pelz- oder Rauchwarenhändler, von Buse: Das Ganze der Handlung, Ozelots und Tigerkatzen noch nicht erwähnt.[7]

- 1864 werden von Lomer Ozelot und Tigerkatze kurz besprochen: „Es kommen häufig aus Indien Ozelot und Tigerkatzen (felis tigrina), welche in der Grundfarbe graugelb, durch ihre länglichen, schwarzen Flecken, die auf dem Rücken mehrere gerade Linien bilden, schön gezeichnet erscheinen; sie werden zu kleinen Fußdecken und Schabracken verbraucht.“[19][7]

- In den 1870er Jahren fanden die Felle der Ozelot- und anderer Pardelkatzen für Winterstiefel Verwendung.[2]

- 1911 schätzte Rauchwarenhändler Brass den Wert eines Ozelotfells auf 5 bis 6 Mark, es kamen bis dahin kaum mehr als einige hundert 'Felis mearusis' jährlich in den Handel.[20]

- 1925 schätzte Brass bei gleichem Anfall den Wert eines Fells auf 15 bis 20 Mark (Goldmark).[21] Schmidt gibt 50 Jahre später für die Zeit jedoch „nur einige tausend Stück“ jährlich an.[22]

- 1930 nannte eine Übersicht der IPA – Internationale Pelz- und Jagdausstellung, Leipzig, im Gegensatz zu Brass fünf Jahre vorher, einen jährlichen Anfall von 50.000 Ozelotfellen.[22]

- Vor 1944 betrug der Höchstpreis für Ozelotfelle 70 RM.[23]

- 1950 schätzte man den Eingang auf jährlich 80.000 Ozelotfelle.[22]

- Die Rohfellanlieferungen in die USA wurden wie folgt angegeben:

Aus Peru 1964 = 11.244 Felle, 1967 = 115.458 Felle.
Aus Brasilien, Bolivien und Kolumbien 1968 = 128.966 Felle, 1969 = 133.064 Felle.
- 1962, etwa April/Mai, notierten per Fell im Rauchwarenhandel in Originalpartien:[7]

Mexikaner: 25 bis 28 GBP
Brasil-Cerera: 17 bis 18 GBP
Ecuador: 10 bis 11 GBP
Columbia: 8 bis 10 GBP
1960-1970, in dieser Zeit bot ein Pelzmodellhaus der Bundesrepublik an:
Brasilianischer Ozelot
beste Qualität: ab 7800 DM
beste Qualität, feinste Farbe: ab 16.800 DM
Mexikanischer Ozelot
beste Qualität: ab 14.000
beste Qualität, feiner in Farbe: ab 24.000 DM
beste Qualität, feinste Farbe: ab 45.000 DM
- 1973 wurde der mittlere Preis für einen Mantel der Konfektionsgröße 40 von Marie Louise Steinhauer wie folgt angegeben:[25]

Brasilianischer Ozelot: 8000 bis 25.000 DM
Mexikanischer Ozelot: 28.000 bis 80.000 DM
Nerz (ausgelassen): 2950 bis 9000 DM; Spitzenqualitäten 12.000 bis 18.000 DM
Persianer: 1750 bis 7500 DM
Russischer Zobel: 40.000 bis 100.000,- DM

## Anmerkung
1. ↑  Die angegebenen vergleichenden Werte (Koeffizienten) sind das Ergebnis vergleichender Prüfung durch Kürschner und Rauchwarenhändler in Bezug auf den Grad der offenbaren Abnutzung. Die Zahlen sind nicht eindeutig, zu den subjektiven Beobachtungen der Haltbarkeit in der Praxis kommen in jedem Einzelfall Beeinflussungen durch Gerbung und Veredlung sowie zahlreiche weitere Faktoren hinzu. Eine genauere Angabe könnte nur auf wissenschaftlicher Grundlage ermittelt werden. Die Einteilung erfolgte in Stufen von jeweils 10 Prozent. Die nach praktischer Erfahrung haltbarsten Fellarten wurden auf 100 Prozent gesetzt.